# پسته (خوسف)
پسته یک روستا در ایران است که در دهستان قلعه زری شهرستان خوسف واقع شده‌است. پسته ۱۰ نفر جمعیت دارد.